# Mick Whitnall

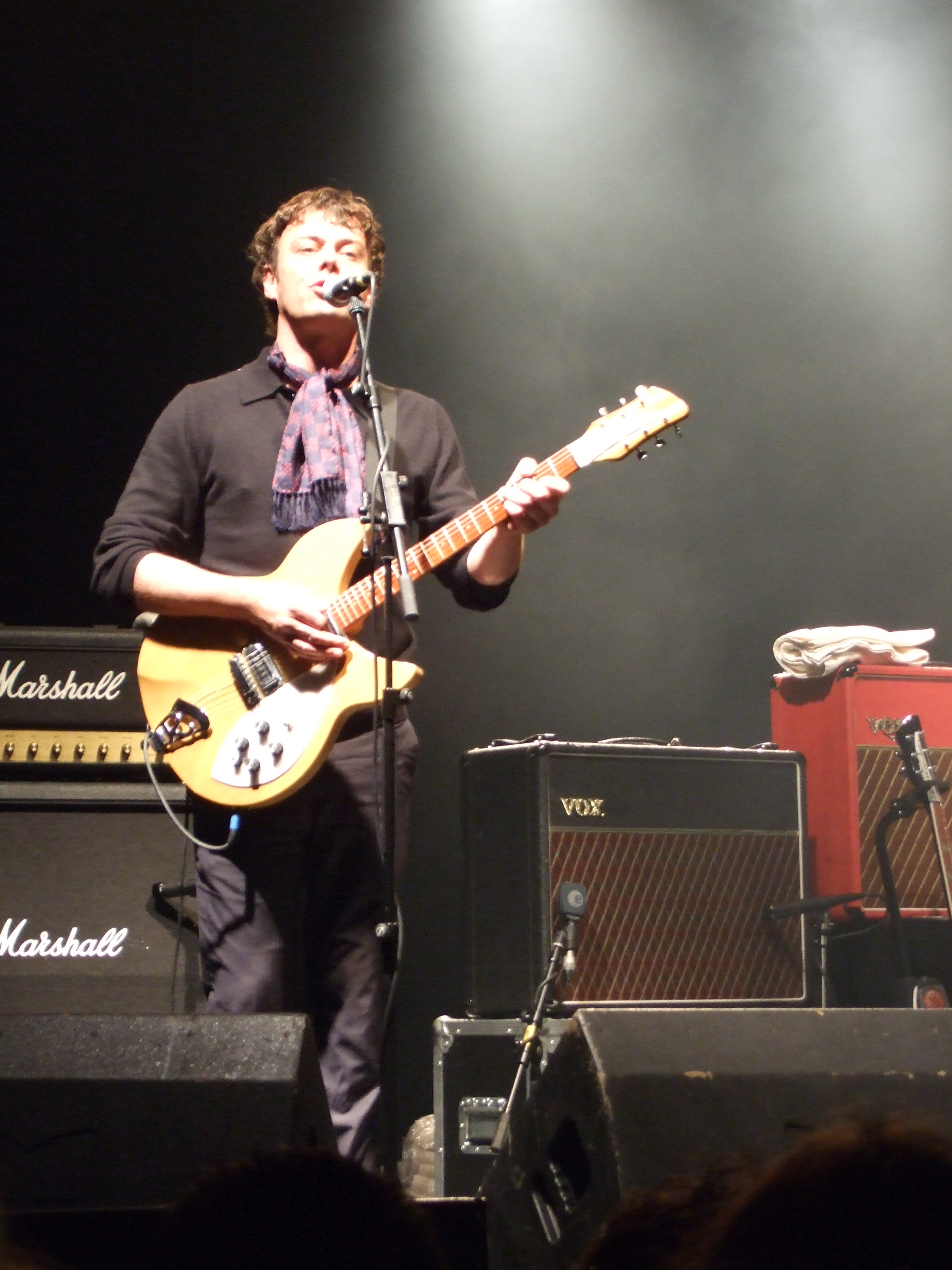
Mick Whitnall mit einer Rickenbacker 340 während eines Konzertes in Berlin 2008.

Michael Whitnall (* 7. November 1968 in Doncaster), meist nur „Mick“ oder „Mik“ genannt, ist seit 2006 Gitarrist und Backing-Vocalist der britischen Rockband Babyshambles. Er ersetzte Patrick Walden, der die Band 2006 aufgrund seiner Heroinabhängigkeit verließ. Whitnall verbrachte wenige Jahre seiner Kindheit in Südafrika, nachdem sein Vater dort Arbeit fand, aber bald kehrte die Familie nach England zurück.

## Leben und Karriere
Whitnall begann im Alter von 13 Jahren Gitarre zu spielen, zeigte aber schon vorher ein großes Interesse für Musik. Er begann sich für Musik zu interessieren, nachdem er mit seinem Vater einen Musikladen besuchte, und eine E-Gitarre an der Wand sah, doch sein Vater ihn mit den Worten „Don't touch that, it’s really loud!“ (zu Deutsch: „Fass’ das nicht an, es ist sehr laut!“) davon abhielt diese zu berühren.
Whitnall spielte in verschiedenen Bands, unter anderem in den 1980er Jahren in der linken Skinhead-Band Skin Deep, in den 1990er Jahren in der Ska-Band 100 Men und später in der Band Kill City.
Michael Whitnall und Peter Doherty kennen einander seit Ende der 1990er Jahre und trafen sich zum ersten Mal in John Hassalls Haus in London. Seitdem sind beide eng befreundet.

### Babyshambles
Whitnall arbeitete seit 2004 als Techniker und Roadie für die Babyshambles. Als Patrick Walden die Band im April 2006 verließ, um vom Heroin los zu kommen, wurde Whitnall der neue Gitarrist der Babyshambles. Durch diesen Wechsel veränderte sich auch der Stil der Band, der bis dahin stark von Waldens Gitarrenspiel geprägt war. Die Band griff nun vermehrt Reggae- und Ska-Elemente auf, was sich darauf zurückführen lässt, dass Whitnall sich schon in jungen Jahren für Rocksteady, Ska und Reggae begeisterte.
Whitnalls erste Veröffentlichung mit den Babyshambles war The Blinding EP. Der Ska-Titel I Wish entstand schon Anfang der 1990er Jahre und wurde von Whitnalls früherer Band 100 Men regelmäßig auf Konzerten gespielt. Die Version auf der EP ist eine leicht geänderte Fassung, deren Text von Peter Doherty erweitert wurde.
Im Jahr 2007 wurde mit Shotter’s Nation das zweite Album der Band veröffentlicht. Auf diesem Album ist verstärkt der Einfluss von Whitnall auf die Band zu hören, da er einen Großteil der Songs zusammen mit Peter Doherty schrieb. Das Lied Baddies Boogie entstand bereits, als Whitnall 19 Jahre alt war. Bei einer Probe spielte er es den anderen Bandmitgliedern vor. Diese waren zwar begeistert, doch Whitnall meinte, dass das Instrumental zu unausgereift sei. Schließlich schrieb Doherty den Text und das Lied wurde aufgenommen, es existiert zudem eine Instrumentalversion von Baddies Boogie mit Whitnalls früherer Band Skin Deep.
Im Sommer 2007 verbrachte Whitnall eine Woche in einer Entzugsklinik in North Yorkshire, um von Kokain und Crack los zu kommen.
Am 12. Oktober 2008 wurde Whitnall in einem Pub verhaftet, da er in Verdacht stand, Drogen zu besitzen. Nach seiner Verhaftung durchsuchte die Polizei Whitnalls Haus in Blackheath, dort fanden die Ermittler Vorräte an Crack und Kokain. Er wurde am 13. Oktober wieder entlassen, musste jedoch im November 2008 vor Gericht erscheinen.

## Equipment

### E-Gitarren
- am häufigsten benutzt Whitnall eine 1966er Rickenbacker 340 in der Farbe Mapleglow
- Fender Jaguar in der Farbe Three Tone Sunburst
- Rickenbacker 360 in der Farbe Jetglow
- Rickenbacker 340 in der Farbe White
- Fender Telecaster
- Gibson Les Paul

### E-Gitarrenverstärker
- 1960A Verstärker mit einem JMP 50 Röhrenverstärker, des Herstellers Marshall
- Vox AC30 und AC15[5]

## Diskografie
- mit den Babyshambles:
  - Alben:
    - Shotter’s Nation – 2007

  - Singles und EPs:
    - The Blinding EP – 2006
    - Janie Jones (Strummerville)- Babyshambles and Friends – 2006
    - Delivery – 2007
    - You Talk – 2007[6]
- Sequel to the Prequel